# Râul Izvorul Cepelor
Râul Izvorul Cepelor este un curs de apă, afluent al râului Izvorul Galațului. 

## Hărți
- Harta Munții Rodnei  Arhivat în 22 iulie 2020, la Wayback Machine.
- Harta Munții Rodnei